# Vaccensyra
Vaccensyra, C18H34O2, är en fast, omättad karboxylsyra.

## Egenskaper
Vaccensyrans IUPAC-namn (E)-11-oktadecensyra och stenografiskt namn för dess lipid är 18:1 trans-11. Namnet härrör från latinska Vacca(ko).
Vaccensyra upptäcktes 1928 i animaliska fetter och smör. Det är den viktigaste transfettsyra-isomeren som finns i mjölkfett. Däggdjur omvandlar den till rumensyra, en konjugerad linolsyra, där den visar anticarcinogeniska egenskaper.
Dess stereoisomer, cis-vaccensyra, är en omega-7-fettsyra, finns i havtornolja, och har lUPAC-namn (Z)-11-oktadecensyra med lipiden 18:1cis-11.

## Hälsoeffekter
En studie från 2008 vid University of Alberta antyder att givor till råttor av vaccensyra under 16 veckor resulterade i sänkt total kolesterol, sänkt LDL-kolesterol och lägre triglyceridernivåer. Ytterligare forskning, inklusive kliniska prövningar, pågår.
Vaccensyra har även påträffats i orbitofrontal cortex hos patienter med bipolär sjukdom och schizofreni.
Oxidation av omega-7-omättade fettsyror på huden, såsom palmitoleinsyra och vaccensyra, kan vara orsaken till fenomen som är allmänt känt som "lukt av gammal människa".

## Förekomst
Vaccensyra, även känd som (E)-Oktadec-11-ensyra är en naturligt förekommande transfettsyra som finns i fettet av idisslare och mejeriprodukter såsom mjölk, smör och yoghurt. Det är också den dominerande fettsyran av transfetter i bröstmjölk.